# Championnat de la Barbade de football 2016
Navigation
Saison précédente Saison suivante
La saison 2016 du Championnat de la Barbade de football est la quarante-neuvième édition de la Premier League, le championnat national à la Barbade. Les dix équipes engagées sont regroupées au sein d'une poule unique où elles s'affrontent à deux reprises. En fin de saison, les deux derniers du classement sont relégués et remplacés par les deux meilleures formations de Division 1.
C'est le club de University of the West Indies FC qui remporte la compétition cette saison après avoir terminé en tête du classement final, avec un seul point d'avance sur le triple tenant du titre, Barbados Defence Force SC. Il s’agit du tout premier titre de champion de la Barbade de l'histoire du club.

## Les clubs participants
- Rendezvous FC
- Notre Dame SC
- Belfield FC - Promu de Division 1
- Empire FC - Promu de Division 1
- Barbados Defence Force SC
- Paradise Football Club
- Brittons Hill FC
- University of the West Indies FC
- Weymouth Wales FC
- Pinelands SC

## Compétition
Le barème de points servant à établir le classement se décompose ainsi :
- Victoire : 3 points
- Match nul : 1 point
- Défaite : 0 point

### Classement
| Rang | Équipe                           | Pts | J  | G  | N | P  | Bp | Bc | Diff |
| ---- | -------------------------------- | --- | -- | -- | - | -- | -- | -- | ---- |
| 1    | University of the West Indies FC | 45  | 18 | 15 | 0 | 3  | 80 | 19 | +61  |
| 2    | Barbados Defence Force SCT       | 44  | 18 | 14 | 2 | 2  | 59 | 13 | +46  |
| 3    | Weymouth Wales FCC               | 34  | 18 | 10 | 4 | 4  | 34 | 19 | +15  |
| 4    | Paradise Football Club           | 34  | 18 | 10 | 4 | 4  | 37 | 25 | +12  |
| 5    | Rendezvous FC                    | 22  | 18 | 7  | 1 | 10 | 36 | 53 | -17  |
| 6    | Notre Dame SC                    | 21  | 18 | 6  | 3 | 9  | 27 | 43 | -16  |
| 7    | Brittons Hill FC                 | 20  | 18 | 5  | 5 | 8  | 25 | 32 | -7   |
| 8    | Belfield FCP                     | 20  | 18 | 6  | 2 | 10 | 31 | 43 | -12  |
| 9    | Empire FCP                       | 15  | 18 | 4  | 3 | 11 | 28 | 45 | -17  |
| 10   | Pinelands SC                     | 2   | 18 | 0  | 2 | 16 | 20 | 85 | -65  |

|  | Champion de la Barbade 2016                                                         |
|  | Relégation en Division 1                                                            |
|  | T : Tenant du titre C : Vainqueur de la Coupe de la Barbade P : Promu de Division 1 |

## Bilan de la saison
| Championnat de la Barbade de football 2016      |                                              |
| Champion                                        | University of the West Indies FC (1er titre) |
| Coupes et trophées                              |                                              |
| Vainqueur de la Coupe de la Barbade 2016        | Weymouth Wales FC                            |
| Qualifications continentales                    |                                              |
| CFU Club Championship 2017                      | Aucun                                        |
| Promotions et relégations                       |                                              |
| Promus en Championnat de la Barbade de football | Ellerton FC                                  |
| Promus en Championnat de la Barbade de football | Waterford Compton FC                         |
| Relégués en Division 1                          | Empire FC                                    |
| Relégués en Division 1                          | Pinelands SC                                 |